# Mirsad Begić
Mirsad Begić, slovenski kipar in risar bosanskega rodu, * 31. januar 1953, Glamoč, Bosna in Hercegovina.

## Življenje
Mladenič je po končani osnovni šoli v rojstnem kraju zaključil srednjo šolo v Sarajevu (Umjetnička škola). Begić je po uspešno opravljenem sprejemnem izpitu kiparstvo študiral na Akademiji za likovno umetnost v Ljubljani, kjer je diplomiral leta 1979 (prof. Zdenko Kalin, Slavko Tihec, Drago Tršar). Leta 1986 je pri kiparju, profesorju in akademiku Dragu Tršarju končal specialko. Med študijem se je redno izpopolnjeval v Zagrebu. Kontinuirano je obiskoval zlasti Gliptoteko. Dodatno se je leto in pol šolal v Združenem kraljestvu. na St. Martin's School of Art (Anthony Caro, Tim Scott). Nanj je enako ali bolj vplivalo ogledovanje zbirk egiptovske umetnosti. Kipar ustvarja v glini, mavcu, keramiki, bronu in različnih netipičnih materialih, od kosti, peska, voska do vrvi. Vse svoje ideje najprej skicira; riše celote in posamezne detajle. Oblikoval je tudi posamezne gledališke scenografije. Razstavljal je in razstavlja v Sloveniji in zunaj nje, v bivših republikah Jugoslavije, v Nemčiji in vse do Japonske. Živi v Ljubljani.
Je avtor številnih javnih spomenikov in portretov po Sloveniji. Večina njegovih javnih postavitev je odlita v bron. V Slovenj Gradcu je naredil spomenik Jožetu Tisnikarju, v Komendi župniku Petru Pavlu Glavarju, na Ravnah kulturniku Francetu Sušniku, v Senožetih relief Antonu Aškercu, v Želimljem pisatelju in duhovniku Franu Saleškemu Finžgarju, v Sežani poprsje Srečku Kosovelu, v Ljubljani na Bregu na Zoisovi hiši spominski relief Žigi Zoisu. Njegovo delo so stranska vrata ljubljanske stolnice, kjer so upodobljeni ljubljanski škofi iz 20. stoletja (do leta 1996); oblikoval je še vrata stolnice v Novem mestu in stranski vhod romarske cerkve na Brezjah. Oblikoval je spomenik padlim bosanskim vojakom ob Soški fronti. V Münchnu je postavljen Begićev portretni spomenik slovenskega slikarja Antona Ažbeta. Predstavitev nastajanja tega spomenika je v spominski sobi Ažbetove rojstne hiše; eden od portretnih odlitkov je v Narodni galeriji. Begićev portret papeža Janeza Pavla II. je na ogled v ljubljanski cerkvi sv. Jožefa na Poljanah. Ljubljanska nadškofija hrani odličen bronast portret kardinala Franca Rodeta, tovarna Krka portret Borisa Andrijaniča. Begić je za Slovensko umetnostnozgodovinsko društvo za Cankarjevo nagrado oblikoval izvrstno portretno glavo Izidorja Cankarja. Februarja 2008 so v Kanalu ob Soči Galerijo Rika Debenjaka označili z bronasto portretno glavo znanega grafika in Begićevega učitelja na akademiji. Oblikoval je spominsko glavo Janeza Drnovška za Zagorje in septembra 2008 Vena Pilona za Ajdovščino. Za isti kraj je nastal tudi celopostavni spomenik duhovnika Filipa Terčelja. Leta 2010 je izdelal portretni glavi duhovnika in pisca Jožeta Abrama in pesnika Tarasa Ševčenka, ki sta odlita v bron pritrjena na pročelje rojstne hiše duhovnika in planinca Abrama v Štanjelu. Lokacija je postala zbirališče ukrajinske diaspore vsakega marca ob obletnicah rojstva Ševčenka. 30. avgusta 2010 so v Ljubljani ob Ljubljanici na Bregu postavili njegov spomenik s celopostavno figuro in s portretom župana Ivana Hribarja. V Ljubljani so pod Rožnikom pred vilo v nišo ob ograji pritrdili portretno glavo dobrotnika slepih, Roberta Kollmanna. Leta 2015 je izdelal portret arhitekta Maksa Fabianija, postavljen na mrežno strukturo ob Roški cesti. Ob Poti blizu novega stadiona na robu Stožic stoji bronasta portretna glava pisatelja Petra Božiča. Po letu 2022 se po daljšem zdravljenju intenzivno ukvarja z risbo in reinterpretacijami svojih starejših zarisov zamisli, različic spomenikov, figur in portretov.
Leta 1997 je prejel Župančičevo nagrado. Leta 2000 je prejel nagrado Prešernovega sklada za ciklus Ohraniti sanje.
Maja 2007 je bila organizirana razstava njegovih del v Galeriji Glesia v Prečni ulici v Ljubljani. Razstavljeno je bilo nadaljevanje ključnega ciklusa Ohraniti sanje, ki je bil pred leti (1999) odlično predstavljen v nekdanji cerkvi Galeriji Božidarja Jakca v Kostanjevici na Krki. Novembra 2012 so Obalne galerije pripravile razstavo njegovih novejših del. Na Ljubljanskem gradu so v peterokotnem stolpu 6. marca 2013 odprli razstavo njegove amorfne oblike, obogatene z avtorsko postavitvijo in risbami. Manjša razstava risb je bila v galeriji Novak na ogled septembra 2023. Aprila 2024 so v Piranu predstavljene njegove risbe križanega. Maja 2024 so odprli njegove razstave risb v Dubrovniku, na Vrhniki (Sv. Trojica) in v Ljubljani. V galeriji v Murski Soboti so njegove kolažirane risbe razstavljene januarja 2025.